# ジェスロ・ティール
ジェスロ・ティール（Sir Jethro Justinian Harris Teall、1849年1月5日 - 1924年7月2日）は、イギリスの地質学者である。

## 人物
1888年英国地質調査所に加わり、1901年からは英国地質調査所の所長、英国地質調査所の地質博物館の館長を務めた。火成岩、変成岩の研究などで知られる。
鉱物のティール鉱 (Teallite) や、南極のティール岬 (Cape Teall) に命名されている。1890年王立協会フェロー選出。

## 受賞歴
- 1889年: ビグスビー・メダル（ロンドン地質学会）
- 1905年: ウォラストン・メダル（ロンドン地質学会）